# Mike Pratt
Michael P. "Mike" Pratt (Dayton, Ohio, 4 de agosto de1948- 16 de junio de 2022) fue un jugador y entrenador de baloncesto estadounidense que disputó dos temporadas en la ABA. Con 1,93 metros de estatura, jugaba en la posición de escolta. Como entrenador dirigió a los Charlotte 49ers de la División I de la NCAA durante cuatro temporadas. Desde 2001 trabajó como analista en las retransmisiones radiofónicas de los partidos de los Kentucky Wildcats.

## Trayectoria deportiva

### Universidad
Jugó durante dos temporadas con los Wildcats de la Universidad de Kentucky, en las que promedió 16,8 puntos y 8,8 rebotes por partido. Fue incluido en 1970 en el mejor quinteto de la Southeastern Conference, mientras que el año anterior apareció en el segundo mejor.

### Profesional
Tras no ser elegido en el Draft de la NBA de 1970, sí lo fue en el draft de la American Basketball Association por los Kentucky Colonels, con los que fichó.
Jugó dos temporadas con los Colonels, actuando como suplente de Darel Carrier en la posición de escolta. En la primera de ellas promedió 5,6 puntos y 2,9 rebotes por partido, mientras que en la segunda promedió 5,6 puntos y 2,4 rebotes.

### Entrenador
Comenzó sus labores como entrenador como asistente en la Universidad de Charlotte, donde pasó a ejercer como entrenado principal en 1978, dirigiendo al equipo durante cuatro temporadas, en las que logró 56 victorias y 53 derrotas. En 1990 fue contratado como asistente de Gene Littles en los Charlotte Hornets de la NBA, puesto que ocupó durante tres temporadas.

## Estadísticas de su carrera en la ABA

### Temporada regular
| Temporada | Edad | Equipo            | Liga | Pos. | P   | TIT | MIN  | TC  | TCA | %TC  | 3P  | 3PA | %3P  | 2P  | 2PA | %2P  | TL  | TLA | %TL  | R.OF. | R.DEF. | REB | ASIS | ROB | TAP | PER | FP  | PTS |
| 1970-71   | 22   | Kentucky Colonels | ABA  | SG   | 78  |     | 15.6 | 2.2 | 5.3 | .416 | 0.0 | 0.1 | .273 | 2.2 | 5.2 | .420 | 1.2 | 1.6 | .752 | 1.2   | 1.7    | 2.9 | 2.4  |     |     | 1.6 | 1.7 | 5.6 |
| 1971-72   | 23   | Kentucky Colonels | ABA  | SG   | 65  |     | 13.7 | 2.0 | 4.6 | .442 | 0.2 | 0.6 | .400 | 1.8 | 4.0 | .448 | 1.3 | 1.5 | .857 | 1.0   | 1.4    | 2.4 | 1.5  |     |     | 1.2 | 2.3 | 5.6 |
| Total     |      |                   | ABA  |      | 143 |     | 14.7 | 2.1 | 5.0 | .427 | 0.1 | 0.4 | .373 | 2.0 | 4.7 | .431 | 1.2 | 1.5 | .799 | 1.1   | 1.6    | 2.7 | 2.0  |     |     | 1.4 | 2.0 | 5.6 |

### Playoffs
| Temporada | Edad | Equipo            | Liga | Pos. | P  | TIT | MIN  | TC  | TCA  | %TC  | 3P  | 3PA | %3P  | 2P  | 2PA | %2P  | TL  | TLA | %TL   | R.OF. | R.DEF. | REB | ASIS | ROB | TAP | PER | FP  | PTS  |
| 1970-71   | 22   | Kentucky Colonels | ABA  | SG   | 19 |     | 16.7 | 2.5 | 6.5  | .379 | 0.0 | 0.1 | .000 | 2.5 | 6.4 | .385 | 1.9 | 2.5 | .787  | 1.9   | 1.5    | 3.5 | 2.8  |     |     | 1.5 | 1.6 | 6.9  |
| 1971-72   | 23   | Kentucky Colonels | ABA  | SG   | 6  |     | 28.3 | 5.5 | 10.5 | .524 | 0.2 | 0.7 | .250 | 5.3 | 9.8 | .542 | 0.8 | 0.8 | 1.000 |       |        | 2.8 | 2.5  |     |     | 1.8 | 3.8 | 12.0 |
| Total     |      |                   | ABA  |      | 25 |     | 19.5 | 3.2 | 7.5  | .428 | 0.0 | 0.2 | .167 | 3.2 | 7.2 | .436 | 1.7 | 2.1 | .808  | 1.9   | 1.5    | 3.3 | 2.7  |     |     | 1.6 | 2.1 | 8.1  |

## Muerte
Fallecío el 16 de junio de 2022 a los 73 años a causa de un cáncer de colon.